# Ascentio
Ascentio es una novela de Jorge Guerrero de la Torre, ganadora  del III Certamen Internacional de Ciencia-ficción Alternis Mundi, organizado por el Grupo Literario Valenciano de Ciencia-ficción. Su publicación la realizó en México el Programa Editorial del Instituto Municipal del Arte y la Cultura, del H. Ayuntamiento de Durango en 2014.

## Argumento y estructura
La historia está estructurada por medio del desarrollo e intervinculación gradual de tres arcos narrativos.
El principal arco, dividido en dieciocho capítulos, da inicio en febrero de 2012, en el puerto de Chicxulub, Yucatán, cuando el doctor Eliseo Alyassa, especialista en etnobotánica, bioquímica y farmacología, establece una relación con un misterioso anciano, don Valerio Cob Yah, curandero tradicional maya. El objetivo de Eliseo es estudiar los usos y costumbres de los indígenas mayas en relación con la fitoterapia de la región. Durante un largo y tedioso proceso de acercamiento, el científico logra obtener la confianza del chamán al grado de ser integrado como un aprendiz de la medicina antigua. A partir de ese momento, para Eliseo su mundo comenzará a distorsionarse. El científico sentirá ser vigilado de cerca, que sus nuevos amigos ocultan secretos y que tras las historia y leyendas compartidas por don Valerio, se esconden aspectos aún más tenebrosos y siniestros de lo que alguna vez imaginó. Así, poco a poco, Eliseo se verá involucrado en complejos eventos, siendo llevado hacia una única y perturbadora verdad.
El segundo arco, dividido en quince pequeñas historias aisladas, presenta una serie de eventos durante los cuales, personas en diferentes partes del mundo experimentan encuentros con extraños fenómenos de energía, para luego desaparecer en ocasiones incluso frente a atónitos testigos. El autor titula cada uno de estas historias, mediante el uso simultáneo de una letra del alfabeto griego seguida de la nomenclatura de un diferente elemento químico. De tal modo pretende simbolizar un proceso sutil y constante de transformación ascendente en las características físicas, químicas, biológicas y psicológicas de todos los personajes.
El tercer arco, expone en ocho anexos una serie de descubrimientos científicos aparentemente aislados, hallazgos realizados por científicos de muy diversas disciplinas que parecen indicar la inminente proximidad de un cataclismo global.
La obra está construida de tal forma que su estructura argumental busca definir una construcción básica fragmentada e irregular, repetida a diferentes escalas, es decir una novela fractal.